# آراخ
آراخ (به آلمانی: Arrach) یک شهر در آلمان است که در کام واقع شده‌است.